# Platerówka

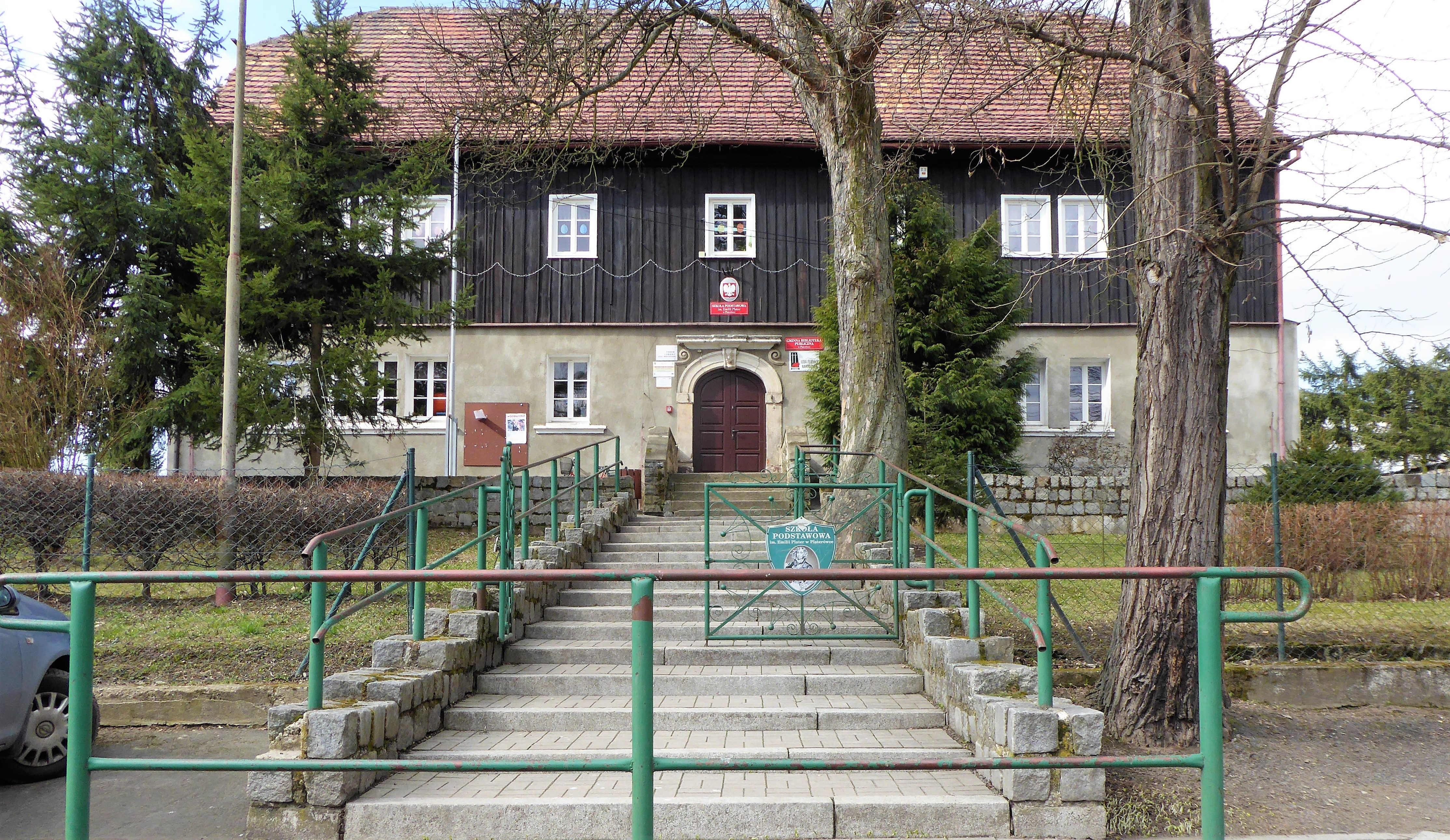
Pastorówka. Obecnie Szkoła podstawowa im. E. Plater, biblioteka i izba pamięci

Platerówka (niem. Nieder Linde, w 1945 Platerowo, potem Lipy Dolne, następnie do 29 marca 1962 Zalipie Dolne) – wieś w Polsce położona w województwie dolnośląskim, w powiecie lubańskim, w gminie Platerówka.

## Położenie
Platerówka to wieś łańcuchowa o długości około 1,5 km, leżąca na Pogórzu Izerskim, w dolinie strumienia Lipa, na wysokości około 280–320 m n.p.m.

## Podział administracyjny
W latach 1975–1998 miejscowość administracyjnie należała do województwa jeleniogórskiego.

## Historia
Powstała najprawdopodobniej w XIII wieku, chociaż pierwsze wzmianki o niej pochodzą z 1334 roku. W latach 1945–1954 siedziba gminy Zalipie Dolne. Miejscowość jest miejscem osiedlenia żołnierek 1. Samodzielnego Batalionu Kobiecego im. Emilii Plater. W Szkole Podstawowej w Platerówce znajduje się Izba Pamięci Samodzielnego Batalionu Kobiecego im. Emilii Plater.

## Współczesność
Większość mieszkańców pracuje w sąsiedniej Kopalni i Elektrowni Turów. Na terenie gminy działa straż pożarna, która posiada dwa wozy strażackie.

## Zabytki
Do wojewódzkiego rejestru zabytków wpisane są obiekty:
- kościół Niepokalanego Serca Najświętszej Marii Panny w Platerówce, wczesnogotycki z XVI w., przebudowany w XVIII w. Wewnątrz figura Madonny z pocz. XVI w. oraz całopostaciowe nagrobki rycerskie renesansowe, manierystyczne i barokowe. Bogato zdobiona ambona, płaskorzeźby z wizerunkami ewangelistów[7]
- pastorówka, obecnie szkoła, murowano-drewniana, z 1713 r., XIX–XX w.
- dwór, obecnie magazyn, gotycki, powstały z 1510 r. – XVI w., XVII w., XVIII w., później funkcjonujący jako spichlerz

Inne zabytki:
- leśniczówka z 1812 r.